# Ponana seresa
Ponana seresa är en insektsart som beskrevs av Delong och Martinson 1973. Ponana seresa ingår i släktet Ponana och familjen dvärgstritar. Inga underarter finns listade i Catalogue of Life.